# 10月9日 (旧暦)
旧暦10月9日（きゅうれきじゅうがつここのか）は、旧暦10月の9日目である。六曜は赤口である。

## できごと
- 天平宝字8年（ユリウス暦764年11月6日） - 淳仁天皇が藤原仲麻呂の乱に加わったとして廃され、孝謙上皇が重祚、第48代・称徳天皇に
- 延慶元年（ユリウス暦1308年11月22日） - 徳治から延慶に改元
- 正統11年（ユリウス暦1446年10月28日） - 朝鮮の世宗王が訓民正音（ハングル）を公布
- 明治3年（グレゴリオ暦1870年11月2日） - 岩崎弥太郎が土佐開成社を開設。三菱財閥の起源

## 誕生日
- 文政10年（グレゴリオ暦1827年11月27日） - 山内豊信（山内容堂）、14代土佐藩主（+ 1872年）
- 天保9年（グレゴリオ暦1838年11月25日） - 安田善次郎、安田財閥創始（+ 1921年）
- 天保15年（グレゴリオ暦1844年11月18日） - 山田顕義、政治家（+ 1892年）

## 忌日
- 舒明天皇13年（ユリウス暦641年11月17日） - 舒明天皇、34代天皇（* 593年）